# 臺灣短翅長筒金花蟲
臺灣短翅長筒金花蟲（学名：Aethemorpha taiwana）为金花蟲科短翅長筒金花蟲屬下的一个种。